# RRNA-N-グリコシラーゼ
rRNA-N-グリコシラーゼ(rRNA N-glycosylase、EC 3.2.2.22)は、ラットのリボソーム由来の28SrRNAのA-4324位で、N-グリコシル結合を加水分解する化学反応を触媒する酵素である。
系統名は、rRNA N-グリコヒドロラーゼ(rRNA N-glycohydrolase)である。
リシンのA鎖及びその関連毒物は、この酵素の活性を示す。